# Let's Stay Together (30 Rock)
"Let's Stay Together" é o terceiro episódio da quinta temporada da série de televisão de comédia de situação norte-americana 30 Rock, e o 83.° no total da produção. Foi realizado por John Riggi, que também era produtor executivo da série, e teve o seu enredo escrito por Jack Burditt, que também desempenhava a função de co-produtor executivo da temporada. A transmissão original nos Estados Unidos ocorreu através da rede de televisão National Broadcasting Company (NBC) na noite de 7 de Outubro de 2010. O episódio contou com participações especiais dos atores Queen Latifah, Rob Reiner, Todd Buonopane, Reg E. Cathey. Os atores de cinema John Amos e Rob Reiner também fizeram participações especiais desempenhando versões fictícias de si mesmos.
No episódio, Jack Donaghy (interpretado por Alec Baldwin) deve comparecer perante o Congresso dos Estados Unidos para discutir a fusão da NBC com a KableTown. Ele espera conquistar os membros famosos, mas é pego de surpresa pelas questões da congressista Regina Bookman (Latifah). Então, Jack rapidamente recruta Tracy Jordan (Tracy Morgan) para apresentar algumas novas ideias de desenvolvimento que sejam inclusivas do público afro-americano. Enquanto isso, Liz Lemon (Tina Fey) fica farta das críticas que recebe da sua equipa de argumentistas, e Jenna Maroney (Jane Krakowski) ajuda Kenneth Parcell (Jack McBrayer) a se inscrever novamente no extremamente competitivo programa de estagiários da NBC.
"Let's Stay Together" foi recebido pelos críticos especialistas em televisão do horário nobre com opiniões majoritariamente positiva, embora alguns tenham apontado irregularidades na execução de certas subtramas. A participação de Latifah foi universalmente aplaudida, sendo ela destacada pelo seu carisma e impacto cómico na narrativa. A sátira à fusão NBC/Kabletown e à falta de diversidade da emissora foi reconhecida como eficaz e espirituosa, sendo vista como motor central do episódio e fonte de momentos hilariantes. Por outro lado, houve alguns opinadores que constataram que algumas piadas e subtramas recorreram a clichés ou foram previsíveis, diminuindo o impacto global. A maioria, porém, reconheceu o humor inteligente e a densidade de piadas característica da série, bem como a capacidade de 30 Rock de condensar crítica social e sátira televisiva em momentos curtos e memoráveis.
De acordo com os dados publicados pelo sistema de mediação de audiências Nielsen Ratings, "Let's Stay Together" foi assistido por uma média de 4,90 milhões de agregados familiares durante a sua transmissão original norte-americana, registando uma classificação de 2,1 e 7 de share entre os telespectadores pertencentes ao perfil demográfico dos 18 aos 49 anos de idade, superando assim em 17% a audiência do programa exibido antes de 30 Rock. Comparado à média histórica da NBC para quintas-feiras às 20h30 na temporada 2009–10 (excluindo eventos esportivos), o episódio teve um aumento de 11%, ultrapassando a média anterior de 1,9. No seu horário de exibição, 30 Rock destacou-se como o segundo programa mais assistido entre adultos de 18–34 e homens de 18–49 anos, liderando entre homens de 18–34 anos.

## Produção e desenvolvimento

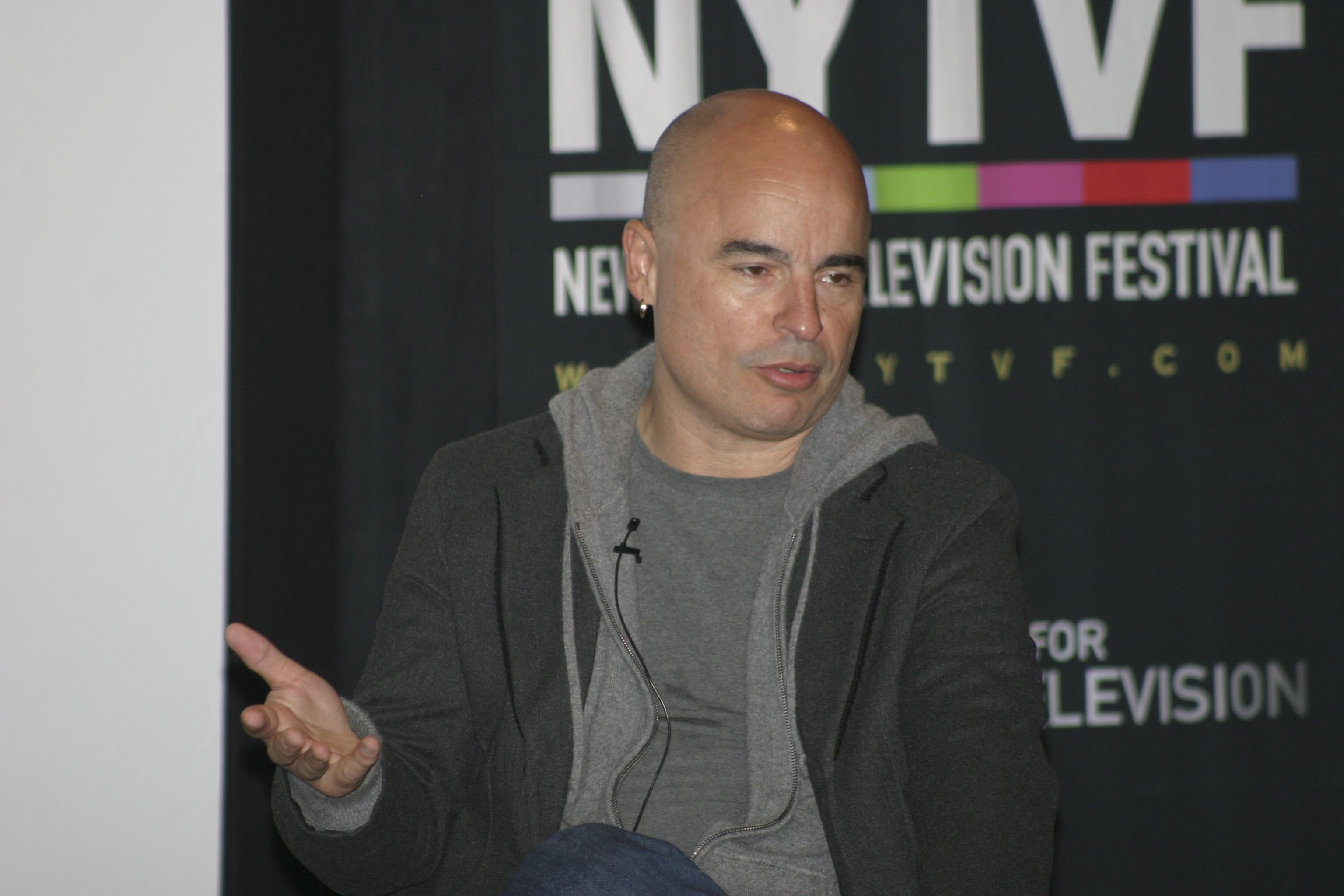
Este foi o quarto episódio de 30 Rock a ser realizado por John Riggi.

"Let's Stay Together" é o terceiro episódio da quinta temporada de 30 Rock. A filmagem principal ocorreu no dia 9 de Setembro de 2010 nos Estúdios Silvercup em Manhattan, Cidade de Nova Iorque. O episódio foi realizado por John Riggi e teve o seu argumento escrito por Jack Burditt. Para Riggi, que além de também já ter escrito guiões para episódios da série, assumia ainda a função de produtor executivo, esta foi a sua quarta vez a trabalhar na direção de um episódio de 30 Rock. Para Burditt, que era também um dos co-produtores executivos da temporada, foi a sua 13.ª vez a receber crédito pelo guião de um episódio da série.
O ator Rob Reiner fez uma participação no episódio a desempenhar uma versão fictícia de si que é um representante do Congresso dos Estados Unidos. Ele também contribuiu com a sua voz para desempenhar o cão Stanley no segmento final do episódio. No final da cena da audiência no Congresso, a personagem de Reiner repete "rhubarb, rhubarb, peas and carrots," um exemplo de walla, técnica usada para criar ruído de fundo indistinto em produções audiovisuais. Esta técnica já foi empregada no episódio "Future Husband". Reg E. Cathey também participou de "Let's Stay Together", interpretando Rutherford Rice, apresentador do talk show Right On, focado em questões afro-americanas.
O episódio apresenta também a participação de Queen Latifah, que desempenhou a Congressista Regina Bookman. O nome Regina significa "rainha" em latim tardio. Numa visita de Bookman ao estúdio do TGS with Tracy Jordan, há uma cena na qual os caixotes de reciclagem, originalmente rotulados "branco" e "de cor" para separar papel, são colocados de forma a parecerem indicar casas de banho segregadas, uma piada visual referente ao período histórico de segregação racial nos Estados Unidos que, segundo o ator Todd Buonopane, satiriza o modo como as corporações simulam preocupação com a diversidade apenas para manter aparências. Buonopane considera-a uma piada eficaz, mas admite que pode ser ofensiva para alguns e que, sendo um homem branco, não lhe cabe decidir se deve ou não ser considerada aceitável.
Na narrativa da série, após Bookman criticar a NBC pela falta de diversidade, Jack recruta Tracy e Dot Com para criarem um programa para o público negro. Inicialmente, Dot Com concebe um drama familiar  com realismo e profundidade, mas Grizz sugere acrescentar um cão falante, ideia prontamente aceite por Tracy, diluindo o tom sério. Este enredo remete para a sitcom Good Times, inclusive com a participação especial do ator John Amos, que interpretou o pai de família nessa série e assume o papel principal no programa fictício de Dot Com. As mudanças que diluem o conteúdo refletem críticas reais a Good Times; Amos afirmou que os argumentistas privilegiaram o humor fácil e o sucesso do bordão "DY-NO-MITE" da personagem desempenhada por Jimmie Walker, em detrimento de diálogos significativos, e que foi despedido da produção por se opor a esse rumo criativo. Para conceberem o conflito entre Grizz e Dot Com, os argumentistas de 30 Rock se inspiraram nas interações dos respetivos intérpretes Grizz Chapman e Kevin Brown fora de cena, observando-os durante almoços para criar dinâmicas de amizade e rivalidade na série. Em "Let's Stay Together", essa tensão surge porque Dot Com quer promover as suas peças teatrais e argumentos, enquanto Grizz ambiciona criar o seu próprio programa de televisão.
O episódio também desenvolve a subtrama de Kenneth, agora fora do programa de estagiários da NBC e a tentar regressar. Na sua audição, Kenneth canta uma música ao som do refrão de "Shine On, Harvest Moon" (1908), um tema popular composto por Nora Bayes e escrito por Jack Norworth, enquanto um dos outros candidatos ao programa de estagiários tocou o teclado enquanto cantava uma música ao som de "We Didn't Start the Fire" (1989), tema composto e gravado por Billy Joel. Contudo, a pressão para recontratá-lo leva o representante de recursos humanos, Jeffrey Weinerslav, a substituir o candidato inicialmente escolhido, um homem nativo americano, por Kenneth, um homem branco. Quando foi entrevistado pelo autor Mike Roe para o livro The 30 Rock Book, Buonopane, intérprete de Weinerslav, mencionou uma frase sua que achava engraçada na altura, contratar "um nativo americano chamado Runs for Sandwiches," explicando que a piada ironiza estereótipos brancos sobre nativos americanos e o filme Dances with Wolves (1990). No entanto, reconheceu que alguém dessa comunidade poderia não achar graça, e questiona se a lógica de Tina Fey — criadora, produtora executiva, co-showrunner, argumentista-chefe e estrela de 30 Rock — para abordar temas delicados como blackface se aplicaria a piadas deste tipo, sublinhando que a série demonstrava um ponto cego no tratamento de nativos americanos, algo que mais tarde se repetiria em Unbreakable Kimmy Schmidt, série de televisão criada por Fey e Robert Carlock em 2015.
Jenna oferece-se para treinar Kenneth para que possa passar na audição, dizendo que o vai "destruir e reconstruir, tal como Mickey Rourke fez comigo sexualmente." Ao longo de 30 Rock, Rourke foi frequentemente invocado como referência cómica. Jenna é a personagem mais ligada a essa sátira, e menciona repetidamente um alegado relacionamento amoroso com o ator que, segundo a própria Jenna, teve um desfecho conturbado, incluindo o envio de um buquê cheio de tarântulas enquanto ela se recuperava de um colapso nervoso. As menções a Rourke começaram em "Kidney Now!", com Jenna a revelar ter tentado namorar com o ator. Desde então, ela passou a fazer afirmações cada vez mais surreais, como a de que ele tentou matá-la com uma espada de dois gumes. A personagem mantém esse fio narrativo até ao episódio final da série, no qual quebra a quarta parede para revelar, de forma inesperada, que nunca conheceu Rourke de verdade. Em entrevista ao portal The Hollywood Reporter, a intérprete Jane Krakowski afirmou com ironia e humor que o arco narrativo "parece intrigante. Eu pensei muito nisso, e estou um pouco perturbada. Eu não sei, nós de repente escolhemos pessoas. [...] Passou um longo período desde que eu estive com Mickey Rourke..."
Judah Friedlander, intérprete do argumentista Frank Rossitano em 30 Rock, é conhecido pela sua coleção de bonés de camionista decorados com slogans, frases ou palavras variadas. Esta característica não é apenas um adereço visual, mas parte integrante da personalidade de Frank e do humor da série. Segundo Friedlander, é ele próprio quem concebe e cria os bonés, produzindo modelos suficientes para usar um diferente em cada cena, o que equivale a cerca de três por episódio. As mensagens dos bonés refletem frequentemente o sarcasmo de Frank, os seus interesses peculiares ou referências à cultura popular. Alguns exemplos notáveis incluem erros ortográficos, frases nostálgicas e afirmações bizarras que dão uma ideia do carácter de Frank antes mesmo de ele falar. Por vezes, os bonés são incorporados no enredo, acrescentando uma camada extra de comédia. Em "Let's Stay Together", Frank usa um boné com a inscrição "I did it."

## Enredo
Jack Donaghy (Alec Baldwin), na sua posição de membro da direção executiva da NBC, comparece a uma audiência no Congresso, em Washington, D.C., relativa à fusão entre a Kabletown e a NBC. Jack consegue reunir apoio para o acordo até que a congressista Regina Bookman (Queen Latifah) acusa a NBC de racismo e exige maior diversidade na programação. Após a audiência, Jack regressa a Nova Iorque e solicita a Tracy Jordan (Tracy Morgan) e Dot Com Slattery (Kevin Brown) que desenvolvam um programa voltado para o público afro-americano. Dot Com propõe uma série intitulada Let’s Stay Together, centrada numa família afro-americana dos anos 1970, mas quando Grizz Griswold (Grizz Chapman) sugere a inclusão de um cão falante, Tracy ordena a Walter "Dotcom" Slattery que incorpore o elemento no argumento reescrito, para seu grande desagrado.
Paralelamente, Liz Lemon (Tina Fey), redatora-chefe do programa de esquetes TGS with Tracy Jordan, sente-se insatisfeita com a falta de respeito que recebe da sua equipa e queixa-se a Jack, seu superior. Jack sugere que o guionista James "Toofer" Spurlock (Keith Powell) seja promovido a co-redator-chefe, como forma de aumentar a diversidade na NBC. Liz aceita, vendo nisso uma oportunidade para que outra pessoa enfrente as mesmas queixas e desrespeito que ela. No entanto, fica incomodada quando Toofer concede uma entrevista televisiva como redator-chefe e insiste em também participar, já que ocupa o cargo de co-redatora-chefe. Ambos comparecem ao Right On, programa de entrevistas de Rutherford Rice (Reg E. Cathey) direcionado ao público afro-americano. Liz, no entanto, irrita-se quando Rice atribui todo o mérito a Toofer, e acaba por ser retirada do estúdio por um segurança devido ao seu comportamento.
Enquanto isso, Kenneth Parcell (Jack McBrayer), agora ex-estagiário da NBC, regressa à emissora com a intenção de voltar ao programa de estágio, mas descobre que este se transformou num concurso de talentos. Ao tomar conhecimento, Jenna Maroney (Jane Krakowski) oferece-se para ajudá-lo, usando a sua experiência no circuito de concursos de beleza. Jenna passa a tratar Kenneth como a sua mãe a tratava nos tempos de competição. Após uma apresentação exagerada e malsucedida perante o mediador de Recursos Humanos Jeffrey Weinerslav (Todd Buonopane), Jenna promete recuperar o emprego de Kenneth. Para isso, procura Jack, que ordena a Jeffrey que o readmita.
A visita inesperada da deputada Bookman a Nova Iorque leva Jack a tentar demonstrar o compromisso da NBC com a diversidade, mas os seus esforços são frustrados quando Bookman se depara com placas junto a duas casas de banho que indicam "De Cor" e "Brancos" — originalmente destinadas a baldes de reciclagem de papel, removidos momentos antes — e quando Jeffrey informa que a vaga destinada a minorias no programa de estagiários foi preenchida por Kenneth. Jack tenta contornar a situação atribuindo uma medalha a Toofer pelo seu trabalho como redator-chefe, mas Bookman percebe a encenação e descobre que Liz é a única que realmente merece o reconhecimento, felicitando-a. Após mais declarações públicas, Bookman avisa Jack que votará contra a fusão Kabletown–NBC, a menos que ele lhe dê um motivo para mudar de posição.
O episódio encerra com a gravação da versão reescrita de Let’s Stay Together, já incluindo um cão falante chamado Stanley (dobrado por Rob Reiner).

## Referências culturais

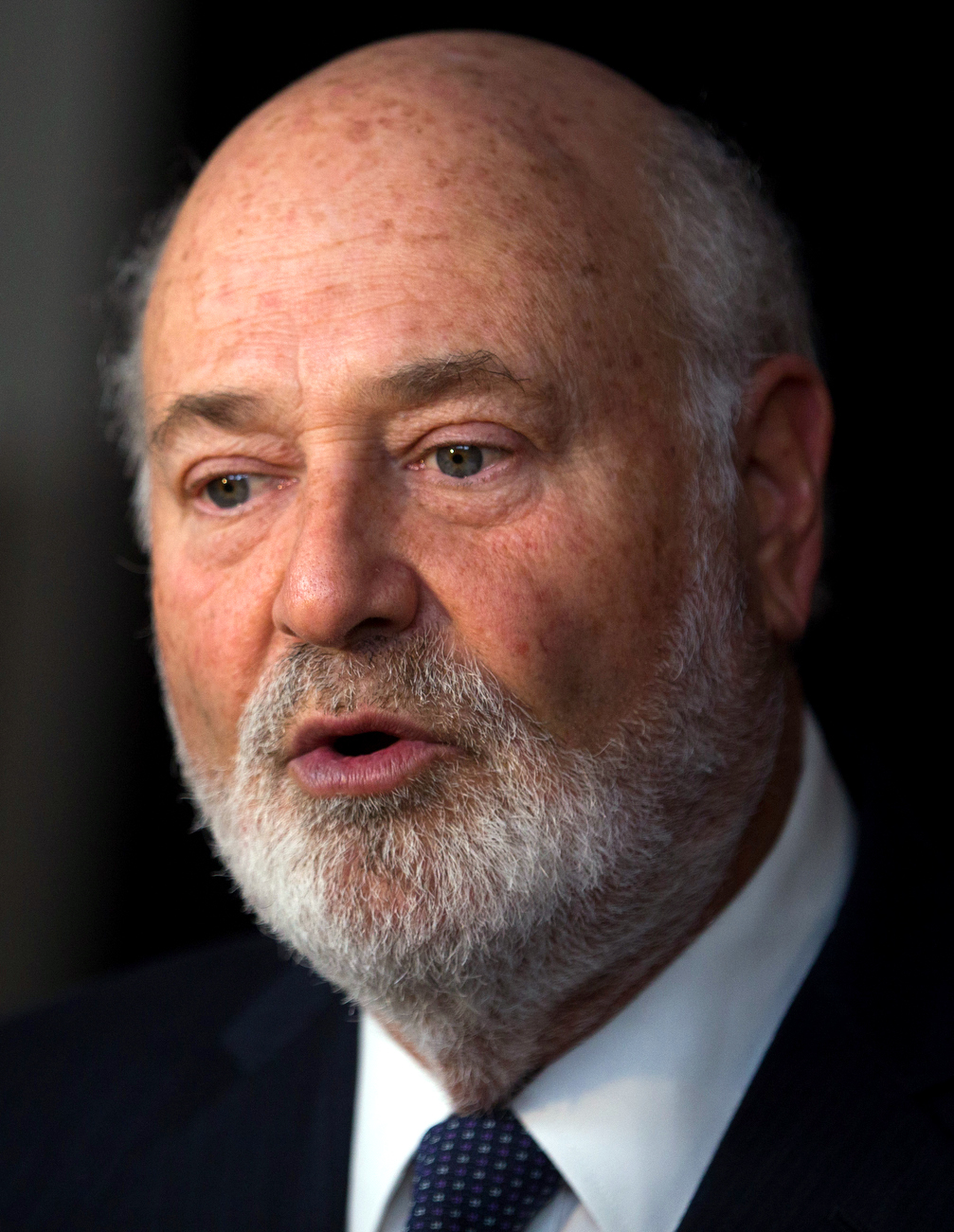
Rob Reiner participou do episódio e fez uma referência a um dos seus trabalhos.

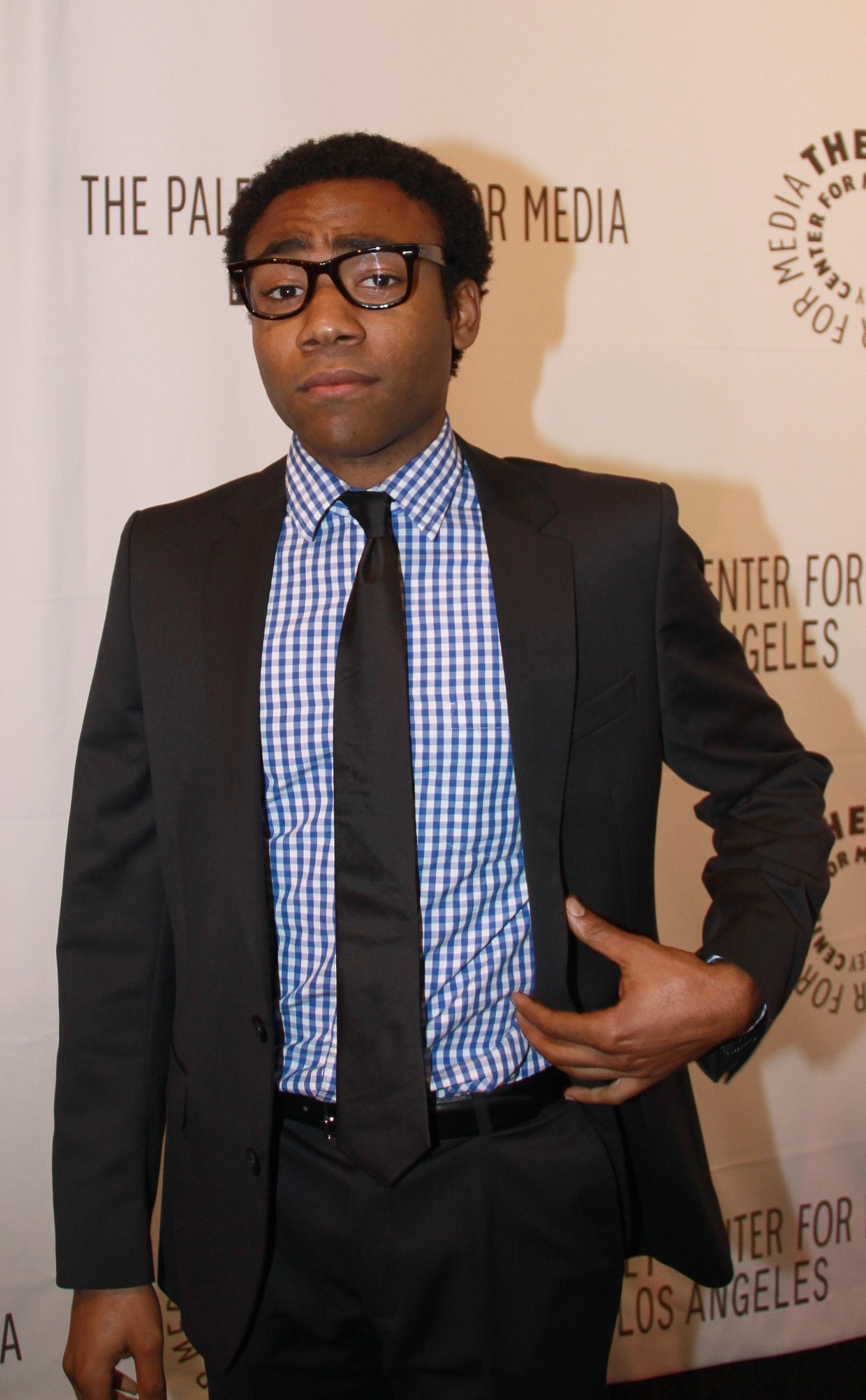
Donald Glover, antigo argumentista de 30 Rock, foi mencionado no episódio.

### Análises da crítica

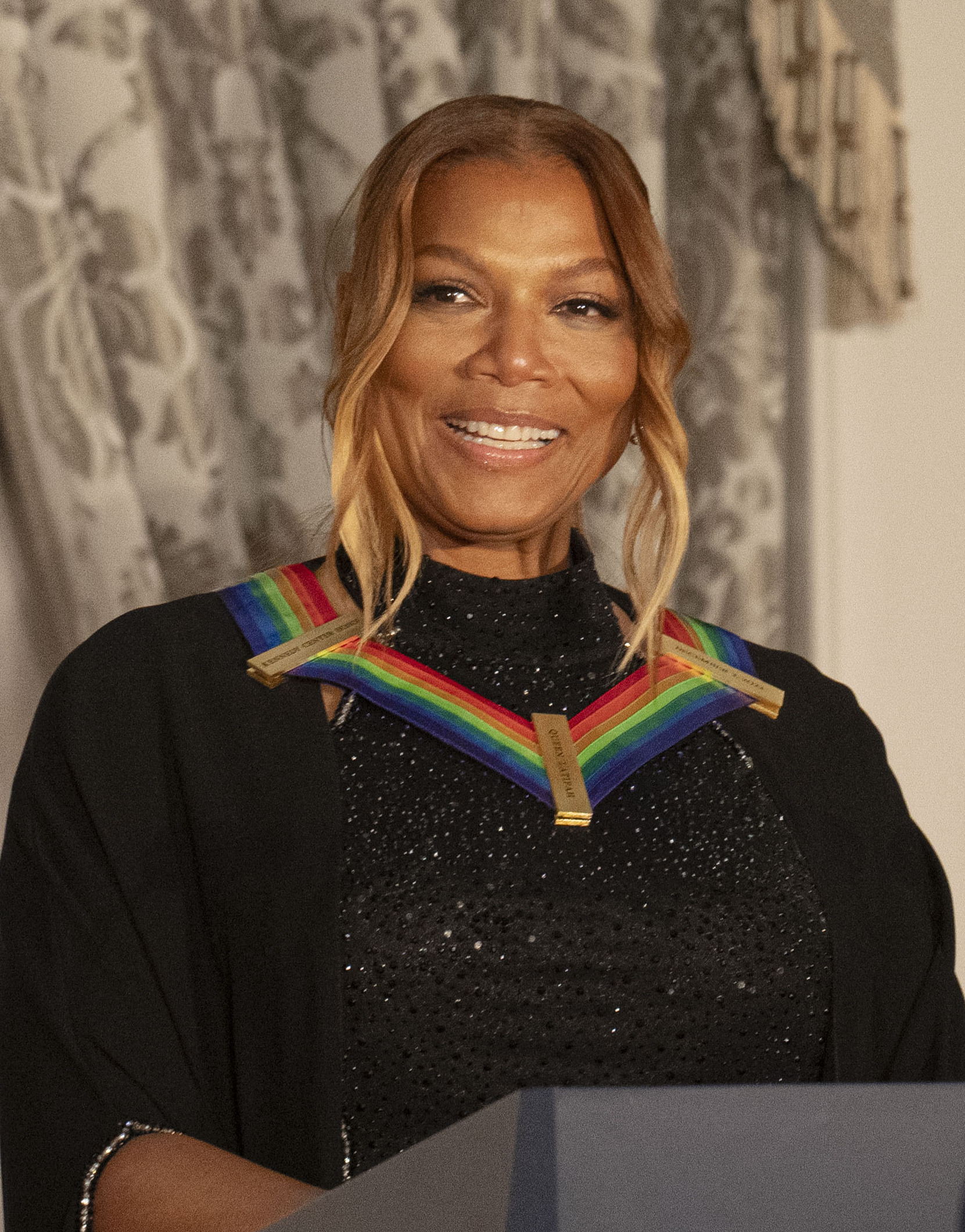
A participação de Queen Latifah foi universalmente aplaudida, sendo ela destacada pelo seu carisma e impacto cómico na narrativa.